# Col d’Anzana
Der Col d'Anzana ist ein Gebirgspass mit einer Höhe von 2224 m auf der Grenze von der Schweiz nach Italien. Er verbindet Campascio im Puschlav mit Teglio im Veltlin. 